# کتی تولموف
کتی تولموف (استونیایی: Kati Tolmoff؛ زادهٔ ۳ دسامبر ۱۹۸۳) بدمینتون‌باز اهل استونی است.
وی در بازی‌های المپیک تابستانی ۲۰۰۸ و بازی‌های المپیک تابستانی ۲۰۱۶ شرکت کرده‌است.